# فانوس‌ماهی شمالی
فانوس‌ماهی شمالی (نام علمی: Stenobrachius leucopsarus) نام یک گونه از تیره فانوس‌ماهی است.